# Willunga Hill

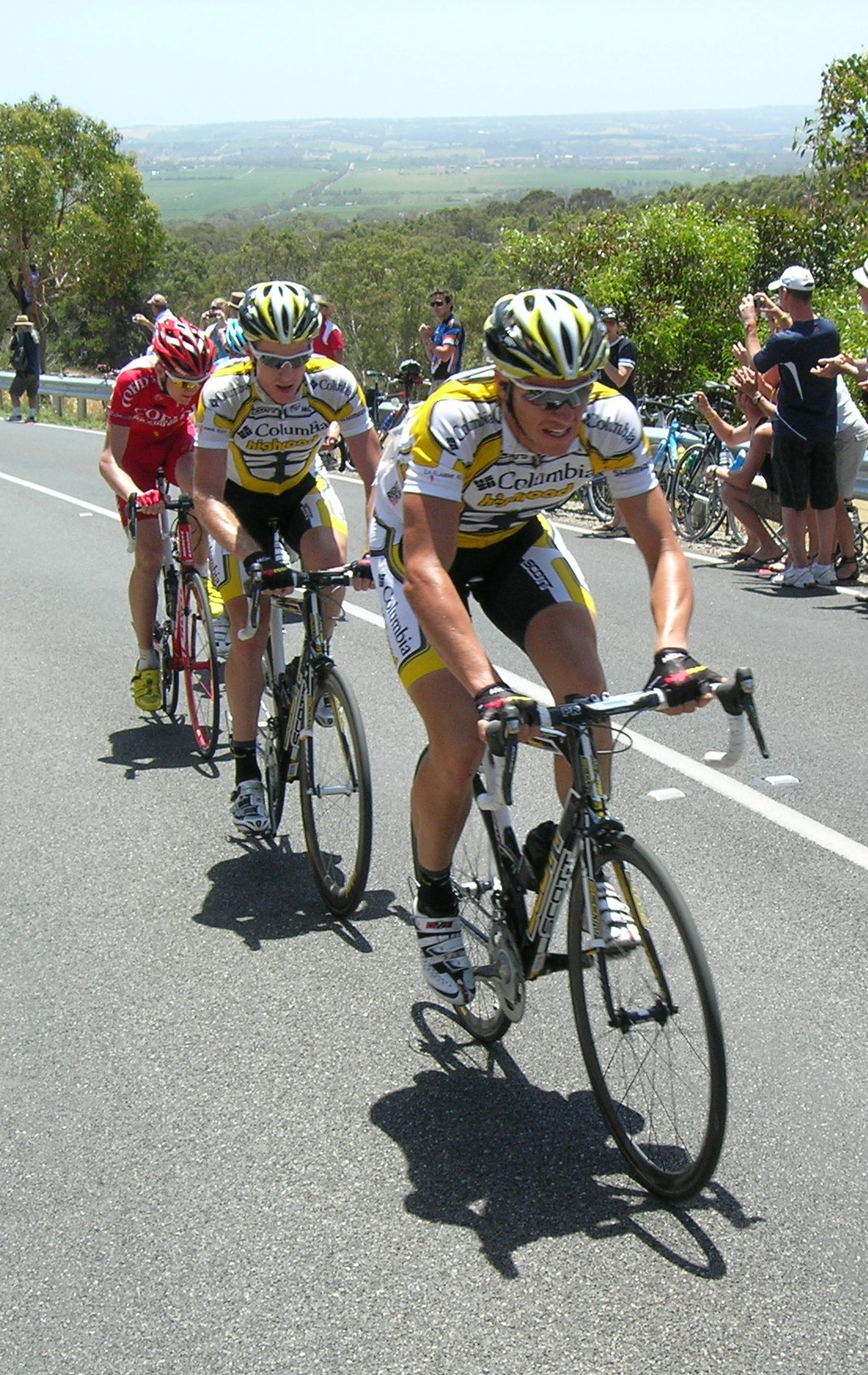
Anstieg auf den Willunga Hill während der Tour Down Under 2009.

Willunga Hill ist eine 375 m hohe Erhebung in den Hügeln südlich der australischen Stadt Adelaide. Sie liegt oberhalb des Orts Willunga, von wo zwei Straßen über den Berg führen, die 1970 gebaute Fernstraße Victor Harbor Road und die zuvor genutzte Old Willunga Hill Road.

## Radsport
Seine Bekanntheit verdankt der Willunga Hill insbesondere dem bedeutendsten australischen Radrennen, der Tour Down Under, in der er eine mitentscheidende Rolle spielt. In diesem Zusammenhang ist der Anstieg gemeint, der im Ortszentrum von Willunga mit der High Street beginnt und dann in die Old Willunga Hill Road übergeht. Dabei werden bis zur Passhöhe auf 3,7 Kilometern 260 Höhenmeter überwunden, was einer durchschnittlichen Steigung von 7 % entspricht.
Erstmals befahren wurde diese Steigung in der zweiten Ausgabe des Rennens, der Tour Down Under 2000; bis 2020 war der Willunga Hill 21 Mal ununterbrochen in der Tour vertreten. Von 2003 bis 2011 war der Ort Willunga Zielort der vorletzten Etappe, wobei der Anstieg als Bergwertung in der Schlussrunde befahren wurde. Ab 2012 wurde das Etappenziel auf die Passhöhe verlegt, 2019 und 2020 war der Willunga Hill gar Zielankunft der Schlussetappe. In dieser Zeit machte sich Richie Porte den Berg zu eigen: Er gewann die Etappe von 2014 bis 2019 sechsmal in Folge. 2020 musste er sich Matthew Holmes geschlagen geben, holte durch den zweiten Platz aber die Gesamtwertung.
2021 und 2022 entfiel die Tour Down Under infolge der Corona-Pandemie. Beim Wiederbeginn 2023 war der Willunga Hill nicht vertreten, die vorletzte Etappe endete in Willunga auf der High Street. 2024 und 2025 war Willunga Hill jeweils Ziel der vorletzten Etappe.
In der Women’s Tour Down Under stand der Willunga Hill erstmals 2024 im Programm, und zwar als Ziel der Schlussetappe.